# حمود الخضير
د. حمود عبد الله عوض محمد الخضير الهاجري، من مواليد 1971، نائب سابق في مجلس الأمة الكويتي.

## سيرته
حمود الخضير حاصل على دكتوراه في الإعلام الأمني، وضابط سابق في وزارة الداخلية الكويتية برتبة عقيد، كما كان عضو هيئة التدريس في أكاديمية سعد العبد الله للعلوم الأمنية ونال عضوية جمعية الصحافيين الكويتية، شارك في انتخابات مجلس الأمة الكويتي عام 2016 وحصل على المركز الأول في الدائرة الخامسة بـ5,072 صوت وفاز بالانتخابات. وشارك في انتخابات مجلس الأمة الكويتي 2020 في الدائرة الخامسة وحصل على المركز 19 بـ3,040 وخسر الانتخابات.

## أبرز مواقفه في مجلس الأمة
| استجواب الوزيرة هند الصبيح (يناير 2018)                  | ضد الاستجواب |
| استجواب الوزير بخيت الرشيدي (2018)                       | ضد الاستجواب |
| استجواب الوزيرة هند الصبيح (مايو 2018)                   | ضد الاستجواب |
| استجواب الوزير خالد الروضان (2019)                       | ضد الاستجواب |
| استجواب الوزير محمد الجبري (2019)                        | ضد الاستجواب |
| استجواب الوزير نايف الحجرف (2019)                        | ضد الاستجواب |
| استجواب الوزير براك الشيتان (2020)                       | ضد الاستجواب |
| استجواب الوزير أنس الصالح (أغسطس 2020)                   | ضد الاستجواب |
| استجواب الوزير سعود هلال الحربي (أغسطس 2020)             | ضد الاستجواب |
| استجواب الوزير سعود هلال الحربي (سبتمبر 2020)            | ضد الاستجواب |
| استجواب الوزير أنس الصالح (سبتمبر 2020)                  | ضد الاستجواب |
| تصويت فتح باب ما يستجد من أعمال (تعديل النظام الانتخابي) | غير موجود    |